# Rete tranviaria di Shanghai
La rete tranviaria di Shanghai è la rete tranviaria che serve la città cinese di Shanghai. È composta da una linea.